# Jejum de água
Jejum de água (water fasting) é um tipo de jejum, onde o praticante consome apenas água. As razões de jejum são diversas, incluindo requerimentos médicos ou religiosos, por períodos curtos ou prolongados.

## Efeitos na saúde
Alguns se envolvem em jejum de água como uma dieta de desintoxicação. Embora não haja provas científicas de desintoxicação por jejum de água, há evidências de efeitos colaterais prejudiciais de tal jejum.
A ingestão excessiva de água sem a correspondente quantidade de eletrólitos pode levar à hiponatremia (falta de sal), também conhecido como intoxicação por água. Isto pode levar a lesão cerebral permanente, coma e morte (devido a baixa ingestão calórica).  Recomenda-se fazer jejum de água sob a supervisão de um médico.

## Perda de peso
Jejum de água é, sem dúvida, um dos métodos mais rápidos de perda de peso que existe, porque a ingestão calórica durante um jejum de água é, de fato, de zero. Sem comida, nossos corpos são forçados a confiar na própria reserva de gordura corporal para energia quase que exclusivamente. O limite de rapidez com que a energia pode ser liberada a partir de reservas de gordura corporal foi determinado em cerca de 31 calorias por libra de gordura corporal por dia.Restrição de calorias para além desse limite provoca uma diminuição de corpo livre de gordura em massa também.  A taxa de perda de peso de quase 3 libras por dia foi atingido em um experimento de perda de peso de jejum de água, enquanto menos da metade do peso perdido foram perdas de gordura corporal real. Todo o resto era massa livre de gordura, que incluía água liberada do esgotamento estoques de glicogênio, a água liberada por causa do consumo zero de sódio, a ruptura do tecido muscular e o esvaziamento do cólon.

## Requerimentos médicos
Historicamente, muitas cirurgias e anestesias gerais requerem que os pacientes jejuem por até metade de um dia antes do procedimento. Isto é pensado para reduzir potenciais complicações do volume do estômago e acidez durante o procedimento. No entanto, a pesquisa crescente sugere que os pacientes, especialmente crianças, podem fazer melhor se eles consomem água ou líquido claro durante as horas finais do jejum.